# Kyoto Hannaryz
O Kyoto Hannaryz é um clube profissional de basquetebol japonês sediado em Kyoto, Japão. A equipe disputa a B.League.

## História
Foi fundado em 2009.